# Gerd Modrow
Gerd Modrow (* 8. März 1938 in Berlin) ist ein ehemaliger deutscher Bahnradsportler.
Gerd Modrow gehörte Anfang der 1960er Jahre zu den besten deutschen Amateuren in den Kurzzeitdisziplinen auf der Bahn. Dreimal – 1961, 1962 und 1963 – wurde er gemeinsam mit Willi Fuggerer deutscher Meister im Tandemrennen. 1961 wurde er zudem Dritter der nationalen Meisterschaft im Sprint sowie 1964 Vizemeister. Modrow startete für den Berliner Verein NRVg Luisenstadt 1910.